# Erlen-Sichelflügler

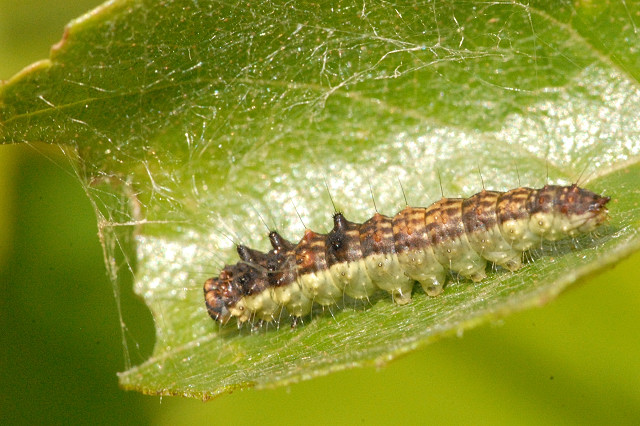
Raupe des Erlen-Sichelflügler

Der Erlen-Sichelflügler (Drepana curvatula), auch Erlensichler genannt, ist ein Schmetterling aus der Familie der Eulenspinner und Sichelflügler (Drepanidae).

## Merkmale
Die Falter erreichen eine Flügelspannweite von 34 bis 42 Millimetern. Vorder- und Hinterflügel der Tiere sind bräunlich violett gefärbt. Auf dem Vorderflügel verläuft von der Flügelspitze in einer Kurve ein dunkler Strich zum Flügelinnenrand. Zusätzlich wechseln sich einige deutlich voneinander getrennte helle, braune und feine graue Querbinden ab. Auf den Hinterflügeln finden sich ebensolche Binden, die hellen Bereiche fehlen aber. Des Weiteren besitzt der Erlen-Sichelflügler zentral im Vorderflügel zwei kleine, helle, dunkel gerandete Punkte.

## Ähnliche Arten
- Heller Sichelflügler (Drepana falcataria)

## Vorkommen
Die Tiere kommen vor allem in Mittel- und Nordeuropa vor, fehlen allerdings auf den britischen Inseln. Dabei bevorzugen sie Erlen- und Birken-Brüche und Auwälder. Man findet sie aber auch in feuchten Laubwäldern.

## Lebensweise

### Flug- und Raupenzeiten
Die Falter fliegen in zwei Generationen von Ende April bis Mai und von Juli bis August. Die Raupen aus den Eiern der ersten Generation findet man von August bis September, die der zweiten im Juni des darauffolgenden Jahres.

### Nahrung der Raupen
Die Raupen ernähren sich von Erlen (Alnus) wie etwa der Schwarzerle (Alnus glutinosa) und von Birken (Betula).

## Entwicklung
Die Raupen verpuppen sich in einem Blatt, das sie verspinnen, und überwintern dann als Puppe auf dem Boden.